# Piotr Paweł Wierzbowski
Piotr Paweł Wierzbowski (ur. 14 sierpnia 1818, zm. 1 lipca 1893) – duchowny rzymskokatolicki, biskup diecezjalny sejneński w latach 1872–1893.

## Życiorys
Urodził się 14 sierpnia 1818. Święcenia prezbiteratu przyjął 31 października 1841. Pracował jako proboszcz w Szumowie i Suwałkach. Pełnił funkcję kapelana biskupa Pawła Straszyńskiego i regensa konsystorza w Sejnach. Objął godność kanonika lubelskiego i sejneńskiego.
22 lutego 1872 został prekonizowany biskupem diecezjalnym diecezji sejneńskiej. Święcenia biskupie otrzymał 6 października 1872 w kościele św. Katarzyny Aleksandryjskiej w Petersburgu. Konsekrował go arcybiskup metropolita mohylewski Antoni Fijałkowski, któremu asystowali Jerzy Iwaszkiewicz, biskup pomocniczy mohylewski, Aleksander Gintowt-Dziewałtowski, biskup pomocniczy płocki, i biskup Tomasz Teofil Kuliński. 28 października 1872 objął rządy w diecezji, w czasie których doprowadził do rozbudowy katedry sejneńskiej, wzniesienia nowych kościołów, odnowił kapitułę diecezjalną i przeprowadził wizytację diecezji.
1 listopada 1891 uległ paraliżowi, po czym zarządzanie diecezją przekazał oficjałowi generalnemu Pawłowi Krajewskiemu. Zmarł 1 lipca 1893. 5 lipca 1893 został pochowany w Sejnach.